# Адапален

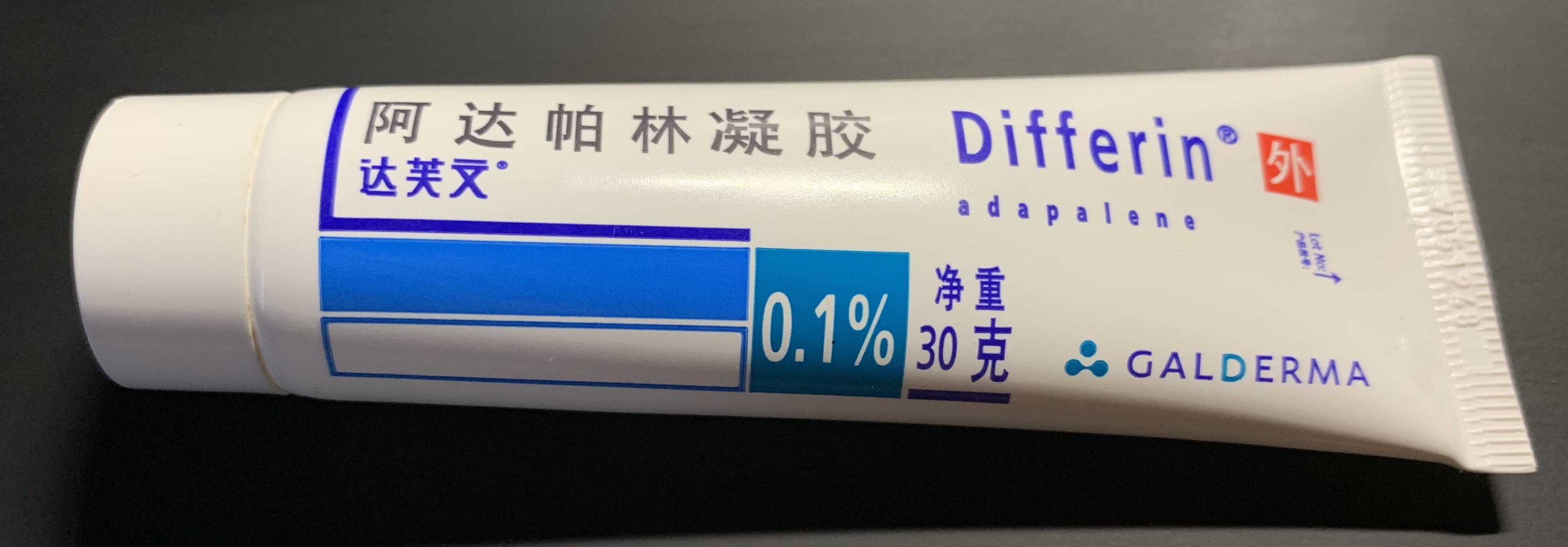
Адапаленовий гель, що продається в Китаї під торговою назвою Differin

Адапален, що продається під торговою маркою Differin, серед інших, — це місцевий ретиноїд третього покоління, який в основному використовується для лікування акне легкого та середнього ступеня тяжкості, а також використовується поза офіційними показаннями для лікування фолікулярного кератозу, а також інших захворювань шкіри. Дослідження показали, що адапален такий же ефективний, як і інші ретиноїди, але викликає менше подразнення. Він також має кілька переваг перед іншими ретиноїдами. Молекула адапалену є стабільнішою порівняно з третиноїном та тазаротеном, що призводить до меншої занепокоєності щодо фотодеградації. Він також хімічно стабільніший порівняно з іншими ретиноїдами, що дозволяє використовувати його в поєднанні з бензоїлпероксидом. Завдяки своєму впливу на проліферацію та диференціацію кератиноцитів, адапален перевершує третиноїн у лікуванні камедонального акне та часто використовується як засіб першої лінії. Розробником є швейцарська компанія Galderma.

## Медичне використання
Згідно з рекомендаціями Глобального альянсу з покращення результатів лікування акне, ретиноїди, такі як адапален, вважаються терапією першої лінії при лікуванні акне та повинні використовуватися самостійно або разом з бензоїлпероксидом та/або антимікробним засобом, таким як кліндаміцин, для максимальної ефективності. Також доступний комбінований препарат адапалену/бензоїлпероксиду. Крім того, адапален, як і інші ретиноїди, підвищує ефективність та проникнення інших місцевих препаратів від акне, що використовуються разом із місцевими ретиноїдами, а також прискорює покращення післязапальної гіперпігментації, спричиненої акне. У довгостроковій перспективі його можна використовувати як підтримувальну терапію.

### Використання поза офіційними показаннями
Адапален має унікальну здатність пригнічувати диференціацію кератиноцитів та зменшувати відкладення кератину. Ця властивість робить адапален ефективним засобом для лікування фолікулярного кератозу та мозолів. Інші показання, не схвалені офіційними органами, про які повідомлялося в літературі, включають лікування бородавок, контагіозного молюска, хвороби Дар'є, фотостаріння, пігментних порушень, актинічного кератозів та вогнищевої алопеції.

### Косметичне використання
Хоча адапален продається у концентрації 0,1 % у безрецептурних препаратах для місцевого застосування для лікування акне, його доступність обмежена рецептурними препаратами. Варіант адапалену, олеїл адапаленат, доступний для ширшого використання в догляді за шкірою та косметиці.

## Побічні ефекти
Адапален може спричинити легкі побічні ефекти, такі як фоточутливість, подразнення, почервоніння, сухість, свербіж та печіння,, а від 1 % до 10 % користувачів відчувають короткочасне відчуття тепла або поколювання, а також сухість шкіри, лущення та почервоніння протягом перших двох-чотирьох тижнів використання препарату. Ці ефекти вважаються легкими та зазвичай з часом зменшуються. Серйозні алергічні реакції трапляються рідко.

### Вагітність та лактація
Застосування адапалену для місцевого застосування під час вагітності вивчено недостатньо, але теоретично існує ризик розвитку ретиноїдної ембріопатії. Поки що немає жодних доказів того, що крем викликає проблеми у плода, якщо його використовувати під час вагітності.
Місцевий адапален погано абсорбується в організмі та призводить до низьких рівнів у крові (менше 0,025 мкг/л) навіть після тривалого застосування, що свідчить про низький ризик шкоди для немовляти, яке знаходиться на грудному вигодовуванні.

## Взаємодії
Було показано, що адапален підвищує ефективність місцевого застосування кліндаміцину, хоча побічні ефекти також збільшуються. Нанесення гелю адапалену на шкіру за 3–5 хвилин до нанесення кліндаміцину посилює проникнення кліндаміцину в шкіру, що може підвищити загальну ефективність лікування порівняно з використанням лише кліндаміцину.

## Фармакологія
На відміну від третиноїну, адапален також продемонстрував свою ефективність при одночасному застосуванні з бензоїлпероксидом завдяки своїй більш стабільній хімічній структурі. Крім того, фотодеградація молекули викликає менше занепокоєння порівняно з третиноїном та тазаротеном.

### Фармакокінетика
Абсорбція адапалену через шкіру низька. Дослідження за участю шести пацієнтів з акне, яких лікували один раз на день протягом п'яти днів двома грамами крему адапалену, нанесеними на 1000 см2 шкіри не виявило кількісно вимірних кількостей або менше ніж 0,35 нг/мл препарату у плазмі крові пацієнтів. Контрольовані дослідження хронічних користувачів адапалену виявили, що рівень препарату в плазмі пацієнтів становить 0,25 нг/мл.

### Фармакодинаміка
Адапален має високу ліпофільність. При місцевому застосуванні він легко проникає у волосяні фолікули, а всмоктування відбувається через 5 хвилин після місцевого застосування. Після проникнення у фолікул адапален зв'язується з ядерними рецепторами ретиноєвої кислоти (а саме з рецепторами ретиноєвої кислоти бета та гамма). Ці комплекси потім зв'язуються з рецептором ретиноїду X, який індукує транскрипцію генів шляхом зв'язування зі специфічними ділянками ДНК, таким чином модулюючи подальшу проліферацію та диференціацію кератиноцитів. Це призводить до нормалізації диференціації кератиноцитів, що дозволяє зменшити утворення мікрокомедонів, зменшити закупорювання пор та посилити ексфоліацію за рахунок збільшення оновлення клітин. Адапален також розглядається як протизапальний засіб, оскільки він пригнічує запальну реакцію, стимульовану присутністю Cutibacterium acnes, та пригнічує як активність ліпоксигенази, так і окислювальний метаболізм арахідонової кислоти в простагландини.
Адапален вибірково впливає на бета- та гамма-рецептори ретиноєвої кислоти при нанесенні на епітеліальні клітини. Його агонізм до гамма-рецепторів значною мірою відповідає за спостережувані ефекти адапалену. Фактично, коли адапален застосовується разом з антагоністом цих рецепторів, він втрачає клінічну ефективність.
Ретинізація — це поширене тимчасове явище, про яке повідомляють пацієнти на початку використання ретиноїдів. Протягом початкового періоду лікування шкіра може почервоніти, подразнитися, стати сухою, а також може пекти або свербіти. Як правило, це явище проходить протягом чотирьох тижнів при використанні один раз на день.

### Метаболізм
Розширена інформація щодо метаболізму адапалену у людей недоступна, хоча відомо, що він накопичується в печінці та шлунково-кишковому тракті. У культивованих гепатоцитах людини, миші, щура, кролика та собаки метаболізм, ймовірно, впливає на метоксибензольний фрагмент, але залишається не до кінця вивченим. Основними продуктами метаболізму є глюкуроніди. Приблизно 25 % препарату метаболізується; решта виводиться у вигляді вихідної речовини.

## Історія
Адапален був дослідницьким продуктом швейцарської компанії Galderma. Адапален був схвалений для лікування акне Управлінням з продовольства і медикаментів США (FDA) у 1996 році.

## Дослідження
Дослідження показало, що адапален можна використовувати для лікування підошовних бородавок і він може допомогти швидше очистити ураження, ніж кріотерапія. Обчислювальне дослідження стверджує, що адапален може бути використаний як потенційний інгібітор проникнення варіанта SARS-CoV-2 Omicron.